# Čičimékové
Čičimékové byli etnická skupina Indiánů ze severního Mexika a Texasu, která ve 12. – 13. století několikrát vpadla do Mezoameriky. Na Anahuackou planinu přišli kolem roku 1170 a pod vedením panovníka Xolotla tam založili říši. Říše Čičiméků pak vzkvétala až do 15. století, kdy Čičimékové splynuli s Aztéky.

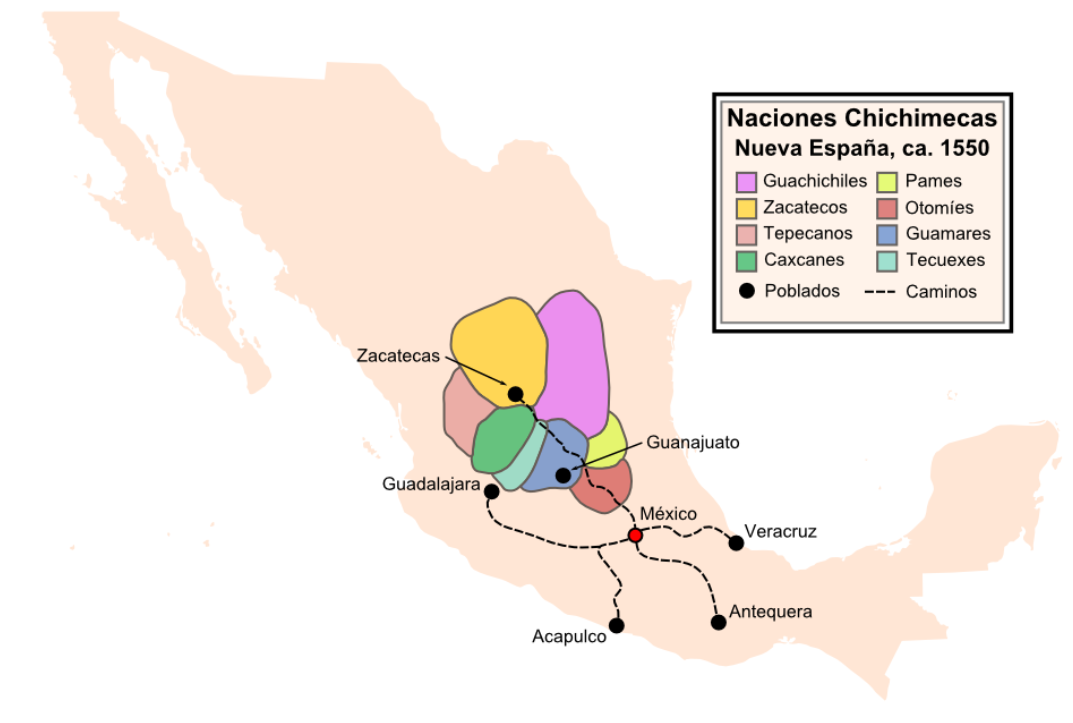
Mapa čičiméckých kmenů

## Kultura
Podle zdroje:

### Hospodářství
Byli to lovci a sběrači. Některé kmeny (Pamové, Guamarové) byli dokonce skvělí zemědělci. Výměnným obchodem získávali zbraně, výměnou za žáby, králíky a různé druhy plodin.

### Společnost
Nejdůležitější osobou byl Kasik, který se staral o náboženské, civilní a vojenské věci. Další vysoce postavení byli vojevůdci, kteří veleli určitým skupinám lidí. Nástupnictví bylo často zmatečné, ovlivňovaly ho vraždy, výzvy, spiknutí anebo volby. Nemluvili jedním jazykem, ale měli spoustu nářečí. V jižní části byla praktikována monogamie, více na severu polygamie. Žili v jeskyních nebo jen v chatrčích, které stavěli z palmového listí.

### Rituály
Před bojem tančili okolo ohniště. Děti se od brzkého věku učily lukostřelbě, čímž se Čičimékové lišili od ostatních.

### Umění
Nástěnných maleb se zachoval velmi málo, jsou abstraktní a nesrozumitelné. Další jejich umělecká díla jsou keramické několikacentimetrové figurky osob.

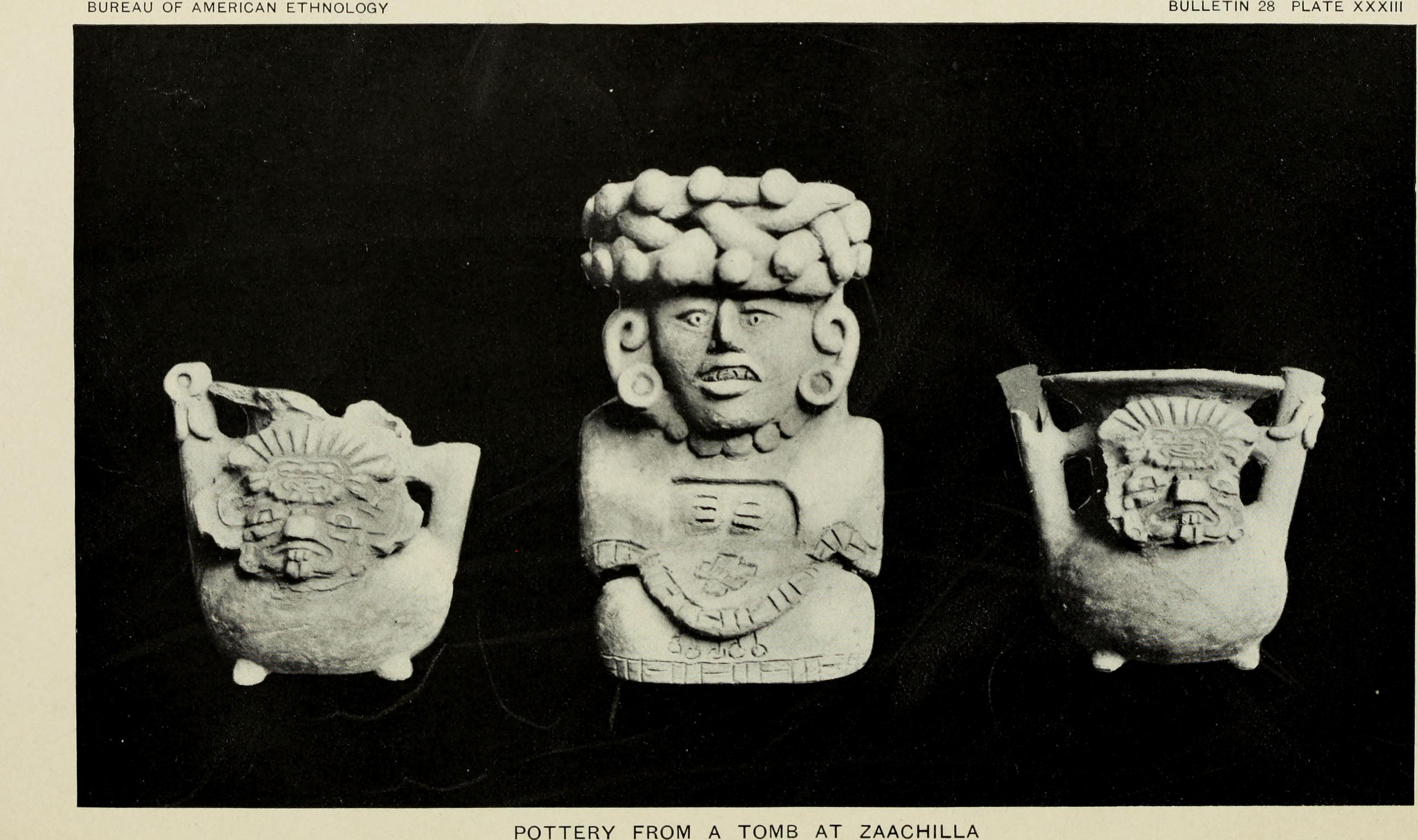
Čičimécké figurky

### Náboženství
Neměli bohy, zato ale uctívali Slunce, Měsíc a některá zvířata. Rituály se odehrávaly v náboženských střediscích, která byla blízko hor. Když zemřel nějaký člověk, byl spálen a jeho popel se uchovával nebo se pohřbíval do hrobů. Při rituálu úrodnosti kropil vůdce kmene půdu svou krví.